# 三宅亮一
三宅 亮一（みやけ りょういち、1891年9月29日 - 1979年7月14日）は、日本の経営者、銀行家。常陽銀行頭取を務めた。東京都出身。

## 経歴
1914年に東京高等商業学校を卒業。
川崎銀行での勤務を経て、後に常盤銀行(のちの常陽銀行)に転じ、1929年に取締役に就任し、1935年に常務、1948年に専務を経て、1948年10月に副頭取に就任し、1958年6月には頭取に昇格。1967年11月には会長に就任。
1979年7月14日冠硬化症のために死去。87歳没。